# Рифи космосу
Рифи космосу (англ. The Reefs of Space) — науково-фантастичний роман американських письменників Фредеріка Пола та Джека Вільямсона, вперше опублікований 1964 року.
Роман є першим з трилогії «Дитя зірок».

## Зміст
Дія роману розгортається в антиутопічному майбутньому, де панує жорстоке тоталітарне правління, відоме як «План Людини», яке здійснюється Машиною — комп'ютеризованим державним спостереженням.
Термінали Машини є в кожному приміщенні, і жителі зобов'язані реєструватись через термінал одразу по прибуттю та запитувати дозволу й виконувати отримані накази.
«План Людини» виник після вичерпання ресурсів Сонячної системи: «зі зникненням чорнозема зникла справедливість та демократія». Він слугує для оптимального розподілу матеріальних та трудових ресурсів.
Головний герой — геніальний вчений Стів Райленд, який намагається створити новий тип нереактивного двигуна для космосу. В Стіва багато заслуг у Плані Людини — він винахідник міжконтинентальних маглев потягів. Агент Плану Анжела підслуховує антиурядові висловлювання Стіва і Машина засуджує його. Йому одягають нашийник з вибухівкою і відправляють в шарашку, де він очолює створення нереактивного двигуна. Генерал Флімер показує привезеного з «рифів космосу» (розсіяного диску) котоподібного «спейсера» — тварину, яка користується нереактивним рухом і може утримувати навколо себе атмосферу для подорожей у відкритому космосі.
А також розказує про одного з останніх борців проти Плану Рона Дондерево — власника одного з астероїдів, який програв, був засуджений Машиною до банку-органів, однак зміг втекти і переховується у «рифах космосу».
До Стіва прихильно ставляться Головний Планувальник та його донька Донна, однак амнезія не дозволяє Стіву досягнути результату. Генерал Флімер втрачає терпець і обмовляє Стіва перед Машиною. Тепер його як невиправного злочинця переводять у банк-органів — табір на Кубі, де у в'язнів вирізають органи коли виникає потреба.
Там він зустрічає Анжелу, яка будучи одним і з в'язнів, працює інформатором, виявляючи спроби втечі.
В табір прибуває Донна і по підробних документах вивозить Стіва. Вона використовує корабель Флімера, щоб разом зі Стівом та врятованим спейсером Кукарачею добратись до «рифів». Вони покидають корабель і ховаються у рифах. Кукарача гине від піропода (живої ракети, хижака рифів), однак атмосферу підтримують її новонароджені «котенята».
Крейсер Плану бере в полон Стіва, Донну та Рона, який прибув на підмогу, коли вони намагались розібрати Стіва на частини, щоб витягнути його з нашийника.
Стів отямлюється на кораблі і згадує, що в нього ще до арешту був винайдений нереактивний двигун.
Він повідомляє це через термінал Машині. Вона відновлює в правах Стіва, Донну, Рона та батька Донни, оскільки існування двигуна розпочинає нову частину Плану де стають досяжними ресурси інших зоряних систем.